# Marieholms BIK
Marieholms BIK eller Marieholms BoIK, Marieholms Boll- och Idrottsklubb, var en idrottsförening (fotboll) från Göteborg/Angered. Klubben bildades 1926 i Gamlestaden i Göteborg, flyttades 1985 till Lövgärdet i Angered, där den upplöstes 2015 genom sammanläggning med Angered FC i Angered MBIK. Damlaget upphörde dock redan 1998 då det sammanlades med Rannebergens IF. Herrlaget spelade fem säsonger i gamla division III (sedan 2006 motsvarande division I) 1959-1963.